# Zorzines masuii
Zorzines masuii là một loài bướm đêm trong họ Noctuidae.